# Église Saint-Dominique de Città di Castello
L'église Saint-Dominique est un édifice religieux de Città di Castello dans la province de Pérouse en Ombrie (Italie), dont la fin de construction remonte aux premières décennies du XVe siècle.

## Historique
La construction de l'église San Domenico a été commencée par les pères dominicains en 1271, achevée en 1406 et finalement consacrée en 1426, mais la façade n'a jamais été recouverte de son parement.

## Architecture
L'église San Domenico est de style gothique et possède une ample structure à nef unique de forme rectangulaire.
Sur son côté gauche se trouve le campanile et, à proximité, un édifice qui conserve encore trois arcades en brique sur des colonnes octogonales en pierre du baptistère du XIVe siècle. 
Le portail est remarquable ainsi que l'immense espace intérieur avec plafond à fermes de charpente avec de hauts piliers polygonaux soutenant les voûtes d'arêtes de l'abside.

## Décorations remarquables
Les murs sont décorés de fresques originales du Moyen Âge : 
- Crucifixion et une Annonciation et Saints de l'école ombrienne du XIVe siècle,
- Saint Antoine abbé  d'Antonio Alberti, école de Gentile da Fabriano du XVe siècle
- Sainte Catherine recevant les stigmates, Nativité et diverses fresques de saints de style giottesque.

Dans la chapelle, fermée par une grille en fer, se trouvent d'autres fresques du XVe siècle.
Une fresque de l'école siennoise du XIVe siècle, représentant une Crucifixion, se trouve dans la chapelle dédiée aux morts à la guerre.
L'église a abrité jusqu'en 1808 : 
- la Crocefissione Mond de Raphael, réalisée en 1503 sur commission de la famille Gavari, aujourd'hui conservée à la National Gallery de Londres ;
- le Martyre de saint Sébastien commissionné par la famille Brozzi à Luca Signorelli en 1498, conservé à la Pinacothèque communale ;
- La Visitation de la Vierge (1541-1545) de Cristofano Gherardi, conservée au musée des Augustins de Toulouse.

L’abside accueille un élégant chœur en bois formé de 26 décors en marqueterie datant de 1435, une œuvre de Manno dei Cori.
Sous le maître-autel est conservé le corps de la beata Margherita (bienheureuse  Marguerite de Metola) dite l'aveugle de la Metola à laquelle sont dédiés le couvent contigu et l'institut pour les jeunes non-voyants.

## Chiostro San Domenico
Attenant à l'église se trouve le cloître qui est caractérisé par un double ordre d'arcades superposées. Sur le côté ouest, au-dessus de la loggia du XVIIe siècle, le couronnement original du couvent est encore visible.
Sous les arcades inférieures s'ouvrent deux grandes trifores qui avec la porte trilobe éclairent la salle capitulaire du XIVe siècle. Des 42 lunettes, reproduisant les scènes de vie de la Beata Margherita della Metola, cinq sont attribuées à Giovanni Battista Pacetti dit « Lo Sguazzino »,  peintre né à Città di Castello en 1593.

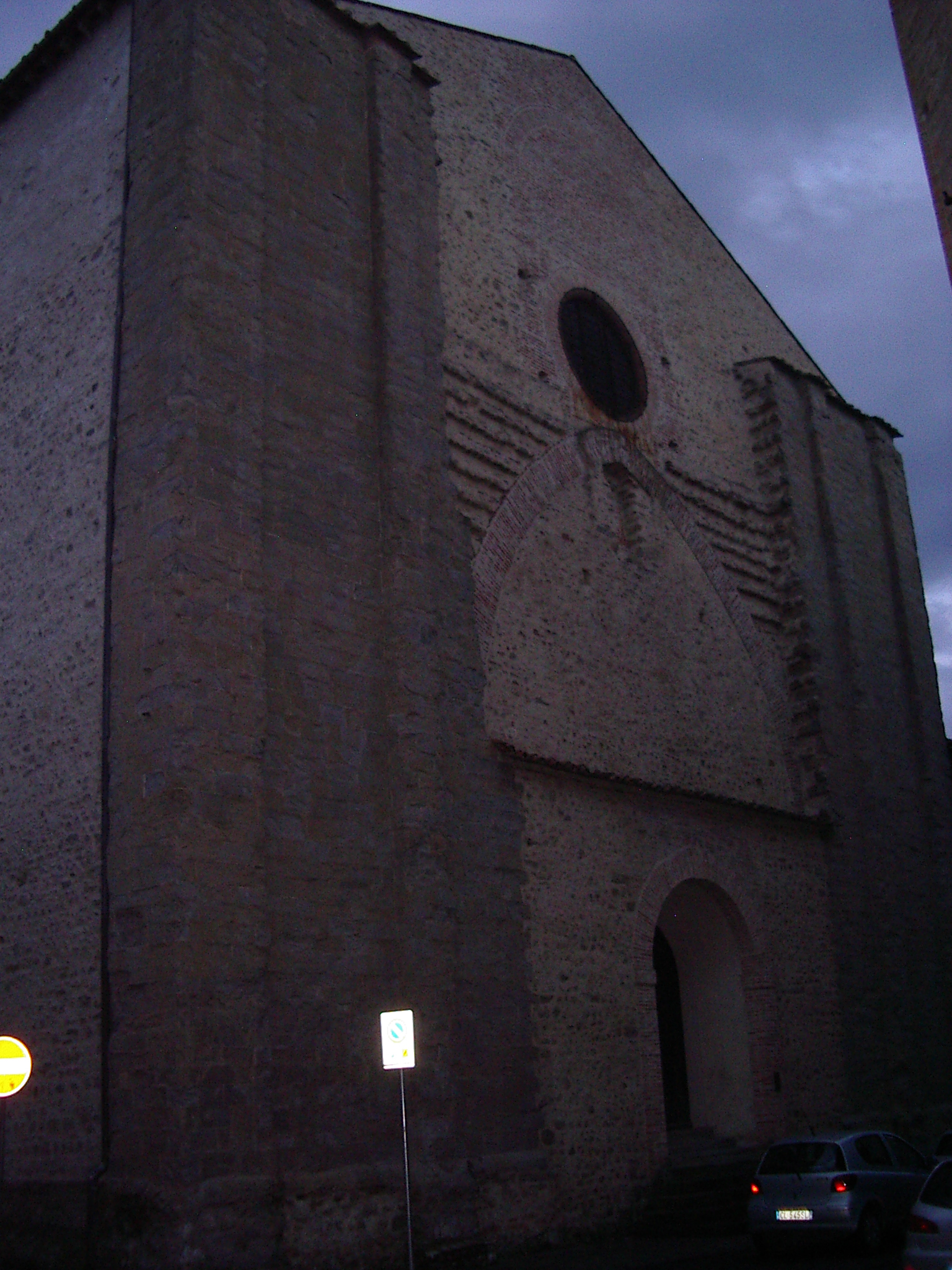
La façade inachevée.
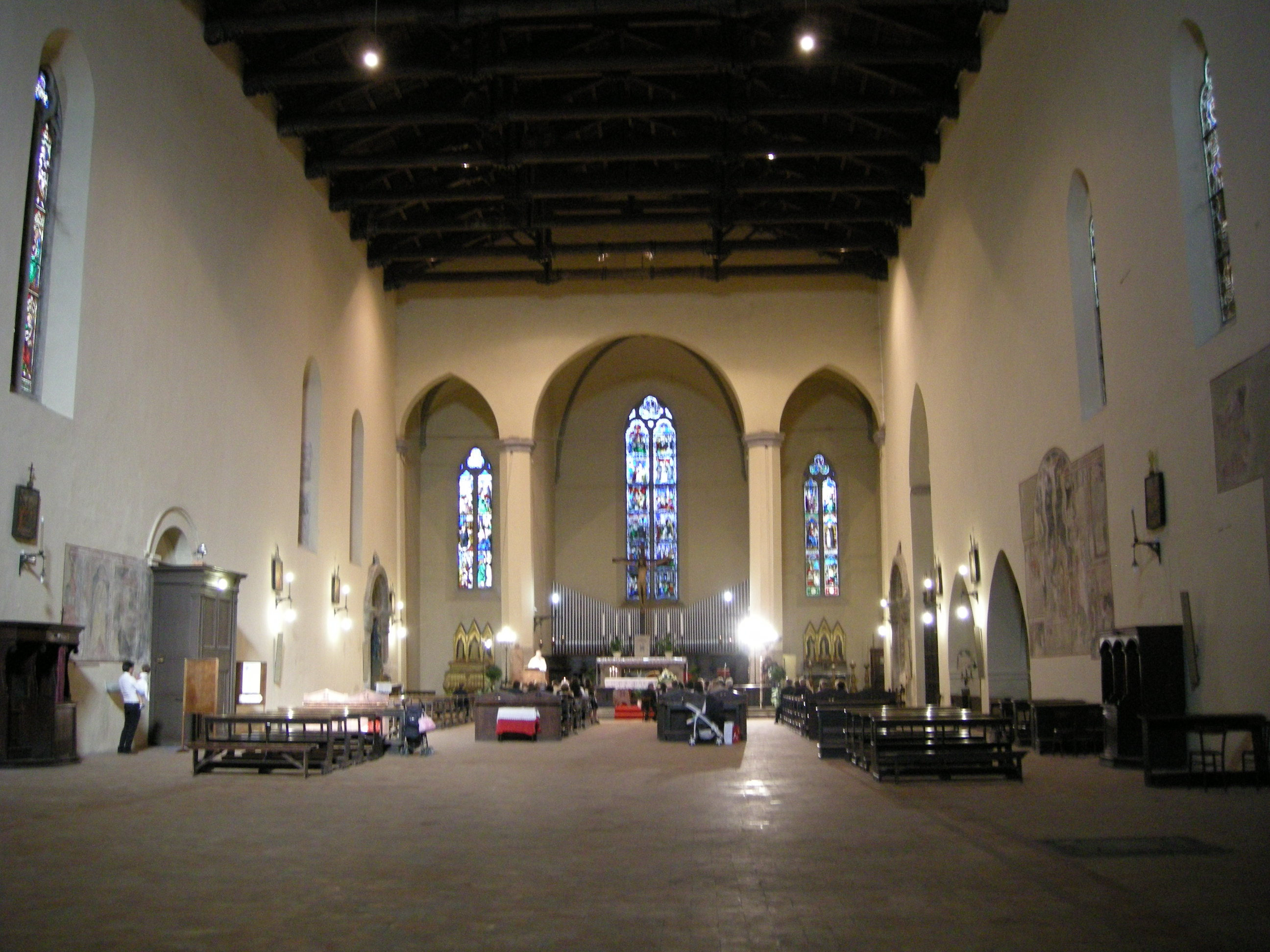
L'intérieur de l'édifice.
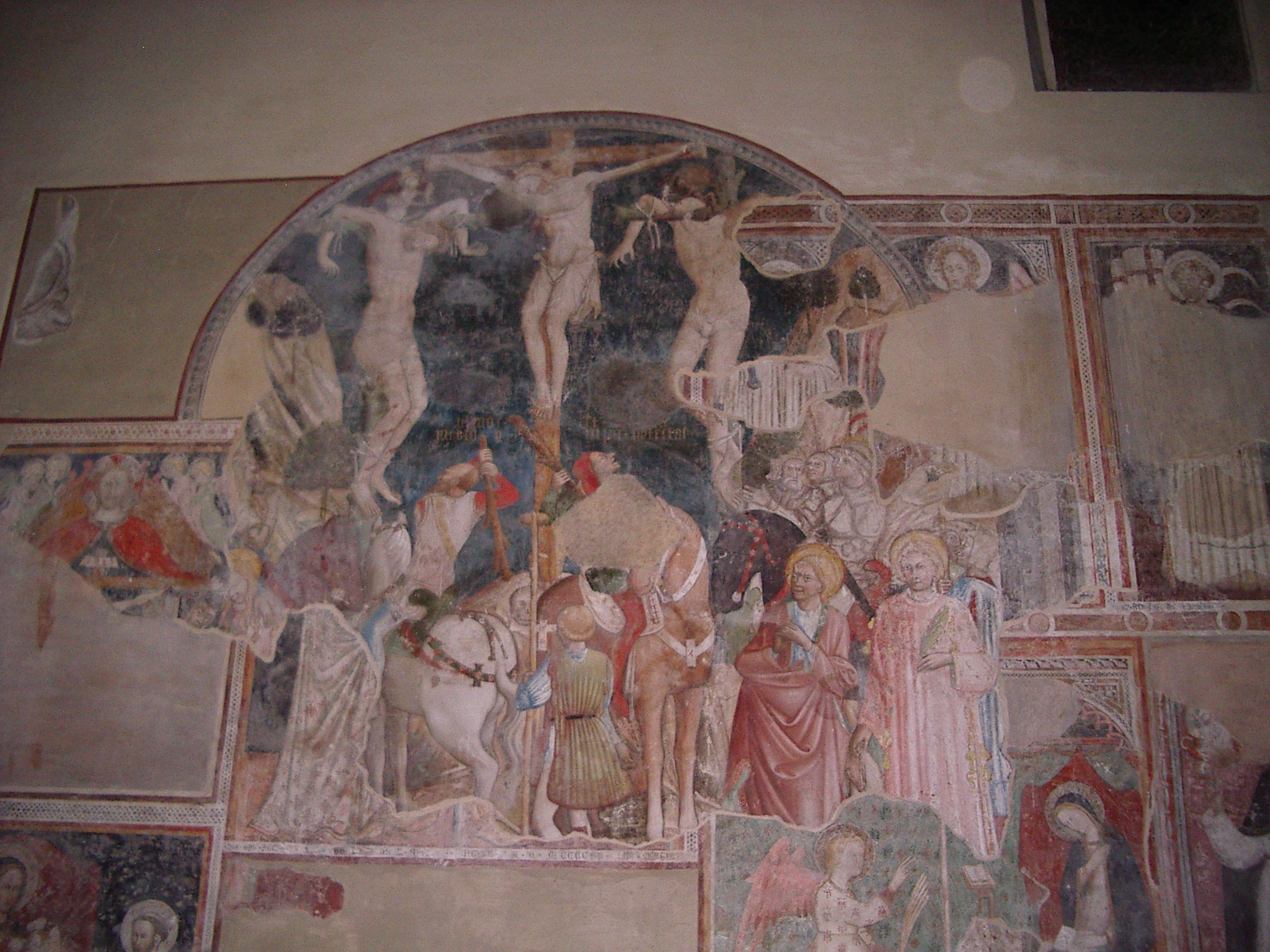
Crucifixion, fresque.
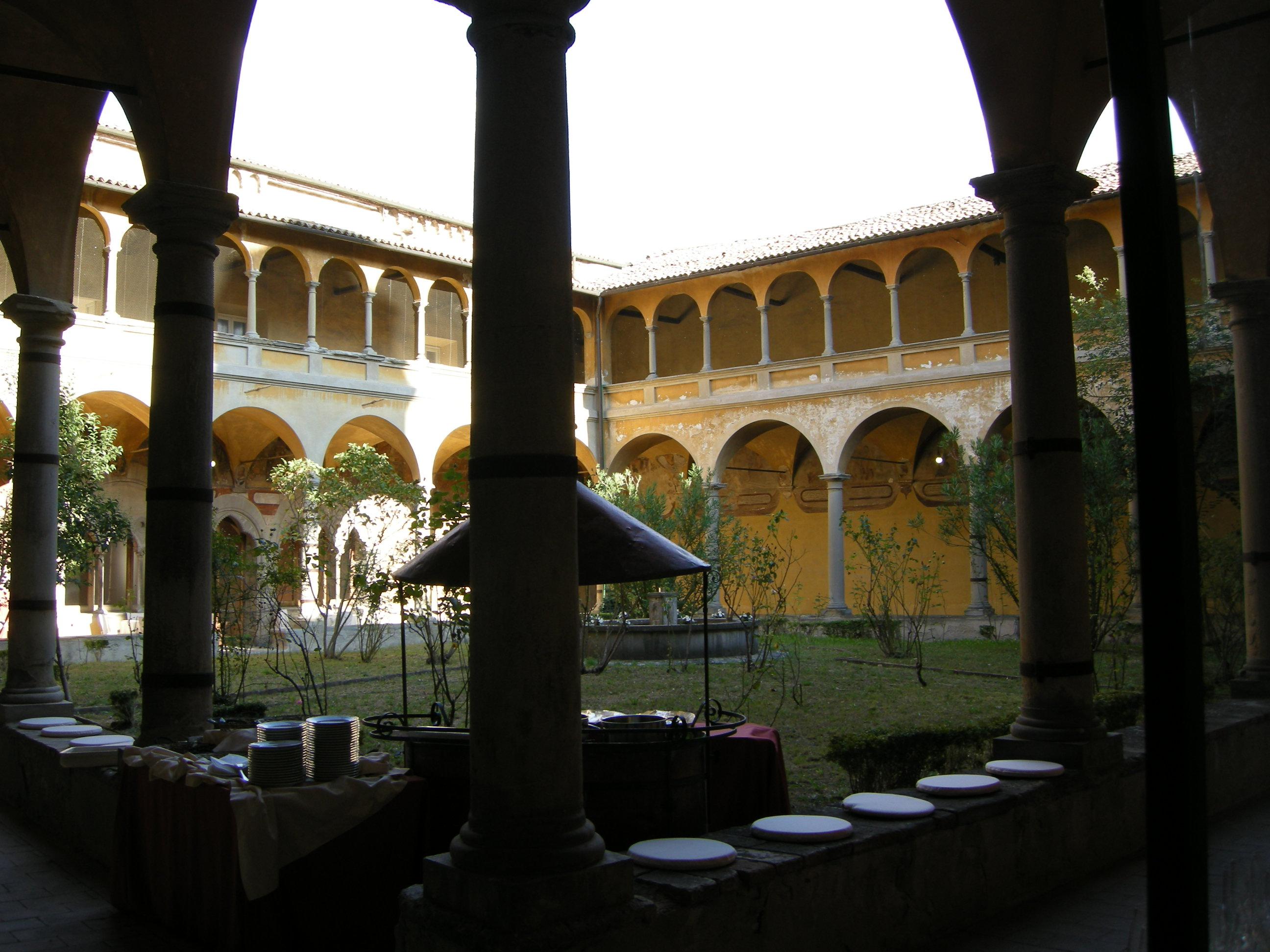
Le cloître San Domenico.

## Sources
- Voir liens externes